# Prednizon
Prednizon – organiczny związek chemiczny, syntetyczny glikokortykosteroid, analog kortyzolu. 

## Działanie
W wątrobie przekształcany jest do postaci farmakologicznie aktywnej – prednizolonu – o silnym działaniu przeciwzapalnym. Przyjmuje się, że 5 mg prednizonu wykazuje działanie przeciwzapalne równoważne 4 mg metyloprednizolonu lub triamcynolonu,  0,75 mg deksametazonu, 0,6 mg betametazonu lub 20 mg hydrokortyzonu. Jego działanie mineralokortykosteroidowe stanowi ok. 60% aktywności hydrokortyzonu.
Prednizolon hamuje gromadzenie się komórek w rejonie ogniska zapalnego, hamuje fagocytozę, działa spowalniająco na proces podziałów komórek, podnosi we krwi poziom glukozy i cholesterolu, pobudza syntezę glikogenu, wzmaga rozkład białek i wydalanie z moczem potasu i wapnia, zatrzymuje w organizmie sód. Podnosi we krwi poziom hemoglobiny i liczbę erytrocytów.

## Zastosowanie
Ma działanie przeciwalergiczne i przeciwzapalne, hamuje reakcje immunologiczne.
Prednizon stosowany jest między innymi w:
1. Zaburzeniach endokrynologicznych:
  - choroba Addisona,
  - wtórna niewydolność kory nadnerczy,
  - wrodzona hiperplazja nadnerczy,
  - hiperkalcemia związana z chorobą nowotworową.
2. Chorobach alergicznych nie reagujących na inne metody leczenia.
3. Chorobach autoimmunologicznych:
  - autoimmunologiczne zapalenie wątroby,
  - toczeń rumieniowaty układowy,
  - pęcherzyca,
  - niedokrwistość hemolityczna nabyta (niedokrwistość Addisona-Biermera),
  - stwardnienie rozsiane,
  - sarkoidoza[3][4][5],
  - reumatoidalne zapalenie stawów,
  - wrzodziejące zapalenie jelita grubego,
  - choroba Leśniowskiego-Crohna,
  - zespół Sjögrena,
  - choroba Hortona.
4. Chorobach nowotworowych (w połączeniu z odpowiednim leczeniem przeciwnowotworowym):
  - białaczki,
  - chłoniaki,
  - histiocytoza z komórek Langerhansa[6].

## Przeciwwskazania
Prednizon jest przeciwwskazany u chorych z układowymi zakażeniami grzybiczymi, ze względu na ryzyko nasilenia zakażenia.
Nie powinien być również stosowany u kobiet w ciąży i karmiących piersią, gdyż zwiększa ryzyko wad rozwojowych płodu (np. rozszczepienie podniebienia), może także powodować niewydolność nadnerczy u płodu i noworodka.

## Interakcje
W przypadku stosowania prednizonu razem z niesteroidowymi lekami przeciwzapalnymi istnieje zwiększone ryzyko aktywacji choroby wrzodowej i krwawień z przewodu pokarmowego.
Stosowanie z lekami immunosupresyjnymi zwiększa ryzyko zakażenia i rozwoju chłoniaków.

## Skutki uboczne
Prednizon może powodować immunosupresję,  osteoporozę, sprzyja nadciśnieniu tętniczemu, cukrzycy i chorobie wrzodowej żołądka. Powoduje przyrost masy ciała i obrzęki, zakłócenia menstruacji u kobiet, wzmaga pobudzenie ruchowe i psychiczne. Może wywoływać bezsenność, depresję a także sprzyjać rozwojowi jaskry i zaćmy. Powoduje zaniki skóry i charakterystyczne, czerwone rozstępy skórne.
Wpływa na wzrost owłosienia u kobiet (hirsutyzm), hamuje procesy regeneracyjne organizmu, wywołuje zmniejszenie libido i może przyczyniać się do zaniku nadnerczy.

## Preparaty w Polsce
W Polsce rozprowadzany jest w postaci tabletek Encorton i czopków Rectodelt, oba na receptę.